# Герлах фон Бройберг
Герлах фон Бройберг (на немски: Gerlach von Breuberg; на латински: Gerlacus dominus de Bruberg; * ок. 1245; † 1306) е благородник от Бройберг в Оденвалд, фогт във Ветерау (1282 – 1306) и ландфриденс-хауптман в Тюрингия.

## Произход и управление
Той е най-големият син на Еберхард фон Бройберг († 1286) и съпругата му Мехтилд фон Бюдинген († сл. 1274), дъщеря на Герлах II фон Бюдинген († 1245/1247), бургграф на Гелнхаузен, и графиня Мехтхилд фон Цигенхайн († 1229). Внук е на Конрад I Райц фон Бройберг († 1242) и съпругата му фон Еберсберг-Йагстберг († сл. 1229). Брат е на Еберхард II фон Бройберг († сл. 1272), капитулар в Майнц, свещеник в Бюдинген, Ароаз фон Бройберг († 1323), женен за Гизела фон Фалкенщайн († 1313), и на Агнес († 1302), омъжена за шенк Еберхард V фон Ербах-Ербах († 1303). Герлах фон Ербах († 1332), избран епископ на Вормс, е негов племенник.
Герлах фон Бройберг увеличава совственостите си в територията на Бюдинген по времето на крал Рудолф I. Във войната между ландграф Хайнрих I фон Хесен и архиепископ Вернер фон Епщайн от Майнц той помага на ландграфа и затова архиепископът го екскомуницира през 1275 г.
През 1282 г. крал Рудолф I го прави фогт във Ветерау, за да постави отново ред там. През 1298 г. свършва политическата дейност на Герлах в Тюрингия. След битката при Гьолхайм (12 юли 1298), в която е убит Адолф от Насау, той участва през ноември в дворцовото събрание на новия крал Албрехт в Нюрнберг. След това до смъртта си той се занимава най-вече с абатството Фулда.
През ок. 1303 г. той купува от шенка на Ербах половината от дворец Ербах в Оденвалд и принадлежащите му имоти.
Герлах фон Бройберг е погребан в манастир Конрадсдорф, на когото е фогт. Наследен е от син му Еберхард III, който става новият фогт на Ветерау.

## Фамилия
Герлах фон Бройберг се жени за Лукардис († сл. 5 февруари 1306). Те имат един син:
- Еберхард III фон Бройберг (* ок. 1285; † 19 април 1323), фогт във Ветерау, женен на 20 март 1308 г. за Мехтилд фон Валдек (* ок. 1287; † сл. 16 януари 1340)